# Беватрон
Беватро́н (Bevatron, от BeV — Billion ElectronVolt) — ускоритель, слабофокусирующий протонный синхротрон на энергию 6 ГэВ, работавший в Национальной лаборатории им. Лоуренса (LBNL, Калифорния) в 1954-1971 годы для проведения экспериментов в области физики высоких энергий и элементарных частиц, а в 1971-2009 годы в качестве бустера тяжёлых ионов для линейного ускорителя SuperHILAC.

## Антипротоны
В 1932 году был открыт позитрон, предсказанный уравнением Дирака, в 1936 году в космических лучах открыты мюоны, а в 1947 году и пионы с зарядами обоих знаков. Было твёрдое убеждение, что у каждой частицы существует своя античастица. Таким образом, Беватрон проектировался в конце 1940-х годов в первую очередь для экспериментального наблюдения антипротонов. Соответственно, для рождения антипротона с массой покоя ~938 МэВ при столкновении протона с покоящимся ядром, необходима была энергия в пучке 6.2 ГэВ. В 1954 году Беватрон заработал, и в 1955 году были зарегистрированы первые антипротоны, а вскоре и антинейтроны. За открытие антипротонов Эмилио Сегре и Оуэн Чемберлен получили в 1959 году Нобелевскую премию.

## Особенности конструкции
Поскольку на момент проектирования жёсткая фокусировка ещё не была изобретена, ускоритель был слабофокусирующим, что означало большой размер пучка, а значит огромную вакуумную камеру и гигантский размер магнитных элементов. Магнит Беватрона, создающий ведущее поле, весил 10000 тонн. Для того чтобы запитать магнит при подъёме энергии протонного пучка использовался огромный мотор-генератор. После окончания очередного цикла, когда пучок был выпущен или сброшен, запасённая в магнитном поле энергия извлекалась обратно, раскручивая мотор.

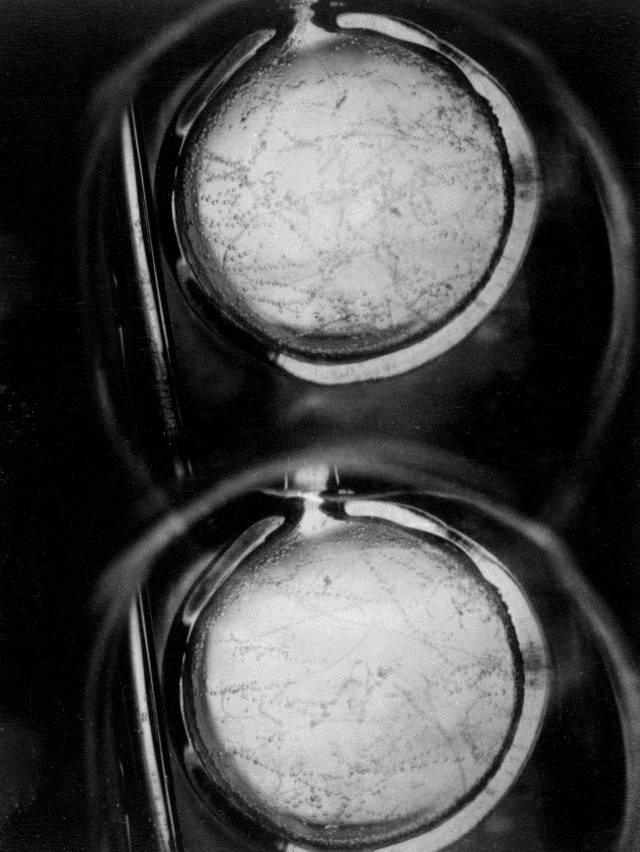
Первые треки, зарегистрированные Джоном Вудом в пузырьковой камере на Беватроне.

## Жидководородные пузырьковые камеры
Выпущенный из Бэватрона пучок протонов мог непосредственно использоваться в экспериментах, либо, после взаимодействия с мишенью, производить вторичные пучки других частиц (нейтрино, пионов). Первичные или вторичные пучки использовались в разнообразных экспериментах для изучения физики элементарных частиц. Для детектирования событий использовались, в частности, жидководородные пузырьковые камеры, где перегретый жидкий водород вскипал при прохождении одиночной частицы. Каждое такое событие фотографировалось на фотоплёнку, треки обмерялись, а для обработки многих тысяч фотоснимков были разработаны специальные автоматы. За цикл работ на пузырьковых камерах, благодаря которому было открыто множество резонансных состояний, Луис Альварес в 1968 году получил Нобелевскую премию.

## Bevalac и окончательная остановка
В 1971 году Беватрон начал использоваться как бустер для инжекции в линейный ускоритель тяжёлых ионов SuperHILAC (Super Heavy Ion Linear ACcelerator). Такой комплекс был предложен Альбертом Гиорсо, который назвал его Bevalac. На комплексе ускоряли множество разнообразных ионов вплоть до остановки проекта в 1993 году.
В 2009 году начался демонтаж кольца Беватрона, окончание работ запланировано в 2011 году.